# Záborské
Záborské est un village de Slovaquie situé dans la région de Prešov.

## Histoire
Première mention écrite du village en 1304.

## Démographie

### Évolution de la population
| Année:               | 1994. | 2004.    | 2014.    | 2024.    |
| -------------------- | ----- | -------- | -------- | -------- |
| Nombre de personnes: | 404   | 509      | 711      | 1219     |
| Différence:          |       | +25,99 % | +39,68 % | +71,44 % |

| Année:               | 2023. | 2024.   |
| -------------------- | ----- | ------- |
| Nombre de personnes: | 1204  | 1219    |
| Différence:          |       | +1,24 % |